# Humanités numériques

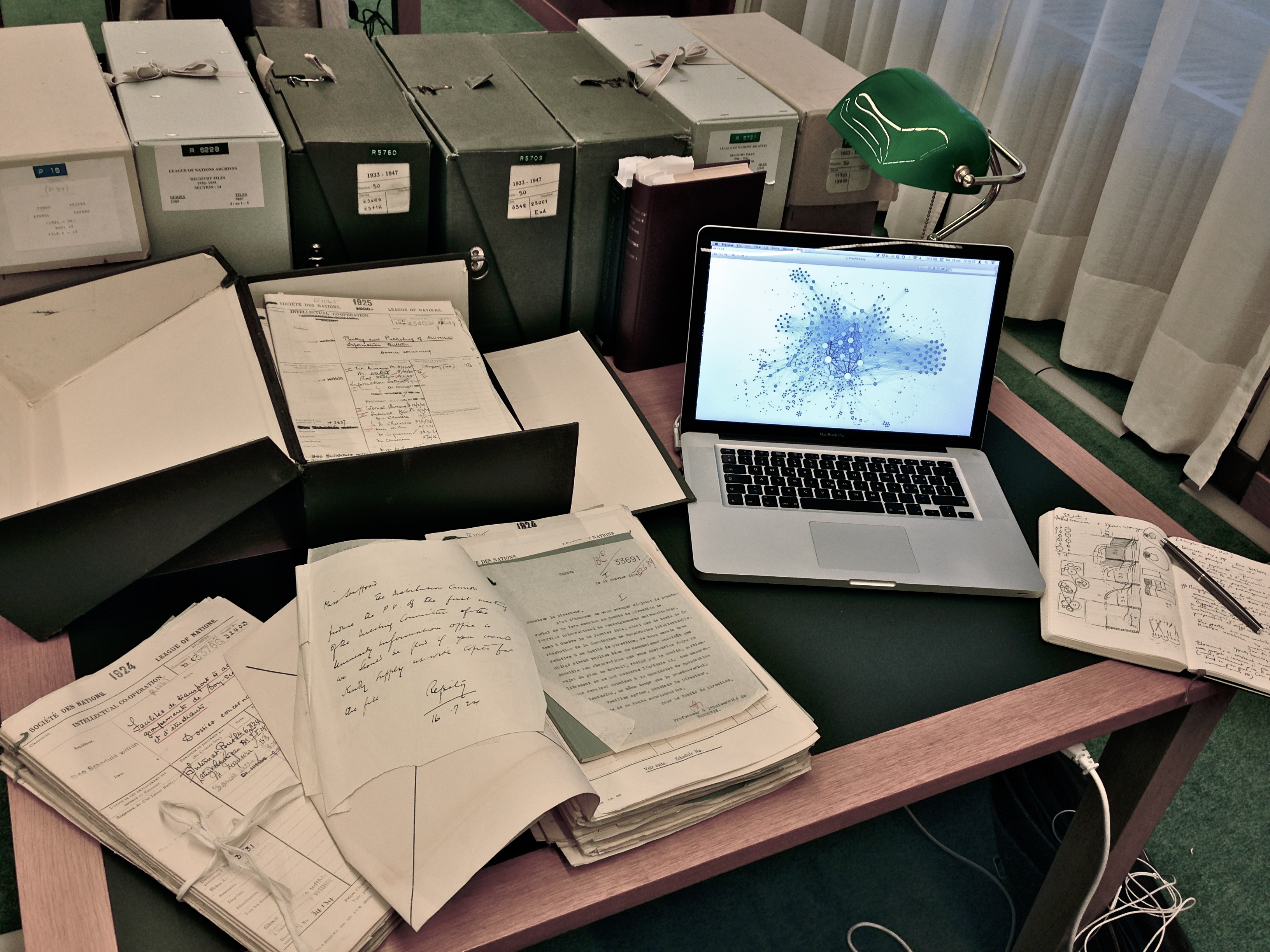
Exemple de recherche en humanités numériques : répertoire d'archives sous forme d'analyse de réseau de métadonnées.

Les humanités numériques (traduction française de digital humanities [DH]) ou sciences humaines numériques, sont composées de différents champs d'études qui sont les suivants : la recherche, l'enseignement et l'ingénierie au croisement de l'informatique et des arts, lettres, sciences humaines et sciences sociales.
Elles se caractérisent par des pratiques liées au développement et à l'utilisation de méthodes et d'outils numériques en sciences humaines et sociales (les humanities computing ou « humanités computationnelles »), en ligne et hors ligne, ainsi que par la volonté de prendre en compte les nouveaux contenus et médias numériques, au même titre que des objets d'étude plus traditionnels (les digital studies, ou « études numériques »).
Les humanités numériques s'enracinent souvent d'une façon explicite dans un mouvement en faveur de la diffusion, du partage et de la valorisation du savoir.

## Définition
Les humanités numériques peuvent être définies comme l'application du « savoir-faire des technologies de l'information [et de l'informatique/infosciences] aux questions de sciences humaines et sociales ». Cette vision ne doit pas éclipser le dialogue entre les disciplines : il ne s'agit pas uniquement d'une mise à disposition d'outils dans les champs des sciences humaines, mais d'un mouvement fédérateur – la métaphore du « grand chapiteau » met en valeur le fait que cette communauté se pense comme extrêmement accueillante –, qui vise à renouveler les pratiques savantes et leur épistémologie, tout en réconciliant la recherche et la demande sociale. Elles peuvent également être envisagées de manière réflexive comme l’étude, par les sciences humaines, de l’impact des technologies numériques sur leurs divers champs disciplinaires. Cette dernière approche permet de dépasser la dimension strictement applicative des technologies numériques pour interroger la fonction et l’effet de l’outil dans ses différents champs d’application.
Dans Les humanités numériques: Une histoire critique, Pierre Mounier en donne la définition suivante :
« Le développement des humanités numériques comme application du développement de l'informatique dans un champ spécifique permet à la fois d'en éclairer les ressorts profonds et d'interroger la place que peuvent occuper les humanités dans des sociétés sous l'influence des technologies numériques. »
Dans l'espace francophone, une proposition de définition a été élaborée par les participants du THATCamp Paris de mai 2010 sous la forme d'un « Manifeste des digital humanities » dont voici un extrait :

« 1. Le tournant numérique pris par la société modifie et interroge les conditions de production et de diffusion des savoirs.
2. Pour nous, les digital humanities concernent l'ensemble des sciences humaines et sociales, des arts et des lettres. Les digital humanities ne font pas table rase du passé. Elles s’appuient, au contraire, sur l’ensemble des paradigmes, savoir-faire et connaissances propres à ces disciplines, tout en mobilisant les outils et les perspectives singulières du champ du numérique.
3. Les digital humanities désignent une transdiscipline, porteuse des méthodes, des dispositifs et des perspectives heuristiques liés au numérique dans le domaine des sciences humaines et sociales. »

Les Non-actes de la non-conférence en humanités numériques du THATCamp Paris de septembre 2012 témoignent de la poursuite de cet effort de définition interdisciplinaire.
Certains auteurs différencient en outre les usages du numérique d'ordre documentaire (constitution et diffusion de bases de données et corpus numériques), d'usages plus hérméneutiques, s'appuyant sur des méthodes informatiques ou mathématiques (par exemple, statistique, modélisation et intelligence artificielle) pour répondre à des questions de recherche en sciences humaines et sociales.

## Histoire
Le jésuite italien Roberto Busa est souvent cité comme un pionnier, avec sa concordance de l'œuvre de Thomas d'Aquin, travail entamé en 1949 et qui s'est terminé trente ans plus tard; Busa avait entrepris d'informatiser l'index de l’œuvre de Thomas d'Aquin en collaboration avec IBM. La volonté du Père Busa était de rendre l'information accessible, rapide et plus simple : on parle de literary and linguistic computing, « c’est-à-dire d’une discipline qui met les outils informatiques à disposition des sciences humaines pour augmenter la capacité d’analyser des textes grâce à la puissance de calcul des premiers ordinateurs ». Mais, au-delà de l'accélération et de la facilitation du travail du chercheur par les outils informatiques, Busa pose les bases d'une approche où l'informatique conduit à des analyses d'un niveau jusqu'ici inaccessible qui permettent des interprétations nouvelles des matériaux textuels.
Dans le courant des années 1960 et 1970, on voit une émergence de travaux similaires à ceux de Busa qui sont consacrés à l'amélioration du « processus mécanique de recherche et de la quantification de données ». L'histoire du domaine est toutefois plus complexe et débute bien avant les travaux de Roberto Busa.
Les humanités numériques ont pris le relais de ce que l'on nommait Humanities Computing, sciences humaines assistées par l’ordinateur. Certains champs disciplinaires ont tout particulièrement utilisé des outils informatiques dans l’analyse de corpus, notamment l'étude des textes littéraires anglais. La liste de diffusion par courrier électronique Humanist, créée en 1987 par Willard McCarty, est devenue une sorte de « séminaire électronique » permanent. Cette époque est également celle de tentatives d'inventaires, comme le Humanities Computing Yearbook.
L’expression Digital Humanities est forgée durant la préparation de l’ouvrage A Companion to Digital Humanities (2004), qui popularise le terme, déjà présent dès les années 1990, en rappelant qu'il ne s'agit pas d'une simple numérisation (la maison d'édition leur avait proposé de parler de « digitized humanities », ou « humanités numérisées »).

## Terminologie
La traduction exacte de l'anglais digital humanities est « sciences humaines numériques ». Toutefois, c'est le terme d'« humanités numériques », adopté par la plupart des institutions francophones, qui tend à s'imposer. Le terme « numérique » rattache le terme au fondement théorique et matériel de l'informatique actuelle, à savoir la représentation binaire des données. Il inscrit ce champ dans les transformations à la fois technologiques, intellectuelles et institutionnelles de nos sociétés. Cependant, le terme « humanités digitales » est parfois préféré, notamment en Suisse, où il prédomine,,.
Dans la désignation du champ, les discussions sur la référence aux humanités, terme désuet qui connaît un renouveau, témoignent de la très grande diversité des cultures académiques nationales. L'Office québécois de la langue française propose ainsi le terme « sciences humaines numériques ».
Le substantif humanités en français et humanities en anglais ne concernent traditionnellement pas les mêmes disciplines académiques dans les deux langues. L'appellation anglophone est un terme employé pour se référer aux sciences associées à la culture tel que l'anthropologie culturelle, la sociologie, l'art et la littérature tandis que dans le monde francophone, le terme désigne davantage une tradition intellectuelle associée à un type d'humaniste qu'un champ disciplinaire. Dans son article, Humanités numériques ou computationnelles: enjeux herméneutiques, Jean-Guy Meunier explique qu'« on accepte cependant de plus en plus le recouvrement des deux extensions de ces termes Humanities et Humanités, surtout si on accole les qualificatifs digital au premier et numérique au second ».
Le terme « humanités digitales » est un anglicisme, car l'adjectif « digital » désigne quelque chose « qui appartient aux doigts » (Le Petit Robert, 2016). Le terme est néanmoins parfois utilisé, en France et en Suisse. Lorsqu'il s'agit d'un choix conscient, cet usage est notamment justifié par le fait que « nous entrons en contact avec les humanités digitales avec les doigts ». Une telle dénomination rejoint la réactivation occasionnelle du sens premier de digital en anglais et les hésitations du français face au développement de l'informatique après la Seconde Guerre mondiale, qui était largement le fait des pays anglophones. Elle met surtout au premier plan le renouvellement des supports et des pratiques. De fait, l'interpénétration de la pratique et de la théorie est un thème constant des humanités numériques, indépendamment des termes employés.
Il arrive que les humanités numériques soient assimilées à l'« humanisme numérique » que propose Milad Doueihi dans Pour un humanisme numérique (2011), ou qu'elles soient confondues avec la notion vague d'« humanité numérique » (au singulier) qui désigne dès lors toutes les conséquences de la révolution numérique pour l'humain.

## Champs et disciplines concernés
Certains établissements français proposent des enseignements universitaires intitulés « Humanités numériques » (EHESS, Ecole des Mines de Nancy...), celles-ci sont désormais reconnues en France par le Conseil national des universités, et en « voie d’institutionnalisation dans le monde académique, où [elles tendent] à redéfinir les contours disciplinaires établis dans les facultés des universités », comme à l'Université de Caen dans l'UFR « Humanités & Sciences sociales » qui propose depuis la rentrée 2017 une licence « Humanités » parcours « Humanités numériques »,.

### Sciences historiques
Bien que marquées par le rejet de certains traits de l'histoire quantitative, les disciplines historiques font la part belle aux outils numériques, en particulier aux bases de données. Plus récemment, de nouvelles perspectives s'y dessinent, grâce à l'analyse de réseaux,, à leur visualisation, mais aussi à l'analyse de texte (text mining) et à la fouille de données (data mining), qui permettent d'approcher les sources dans leur globalité par une distant reading ou lecture distanciée, souvent avec l'aide de procédés de visualisation (et/ou représentation graphique de données statistiques). En outre, au croisement de la public history et des Humanités numériques, on trouve de nombreux projets dits de valorisation (ou vulgarisation dans un sens noble), utilisant des outils numériques et à destination d'un large public.

### Littérature et linguistique

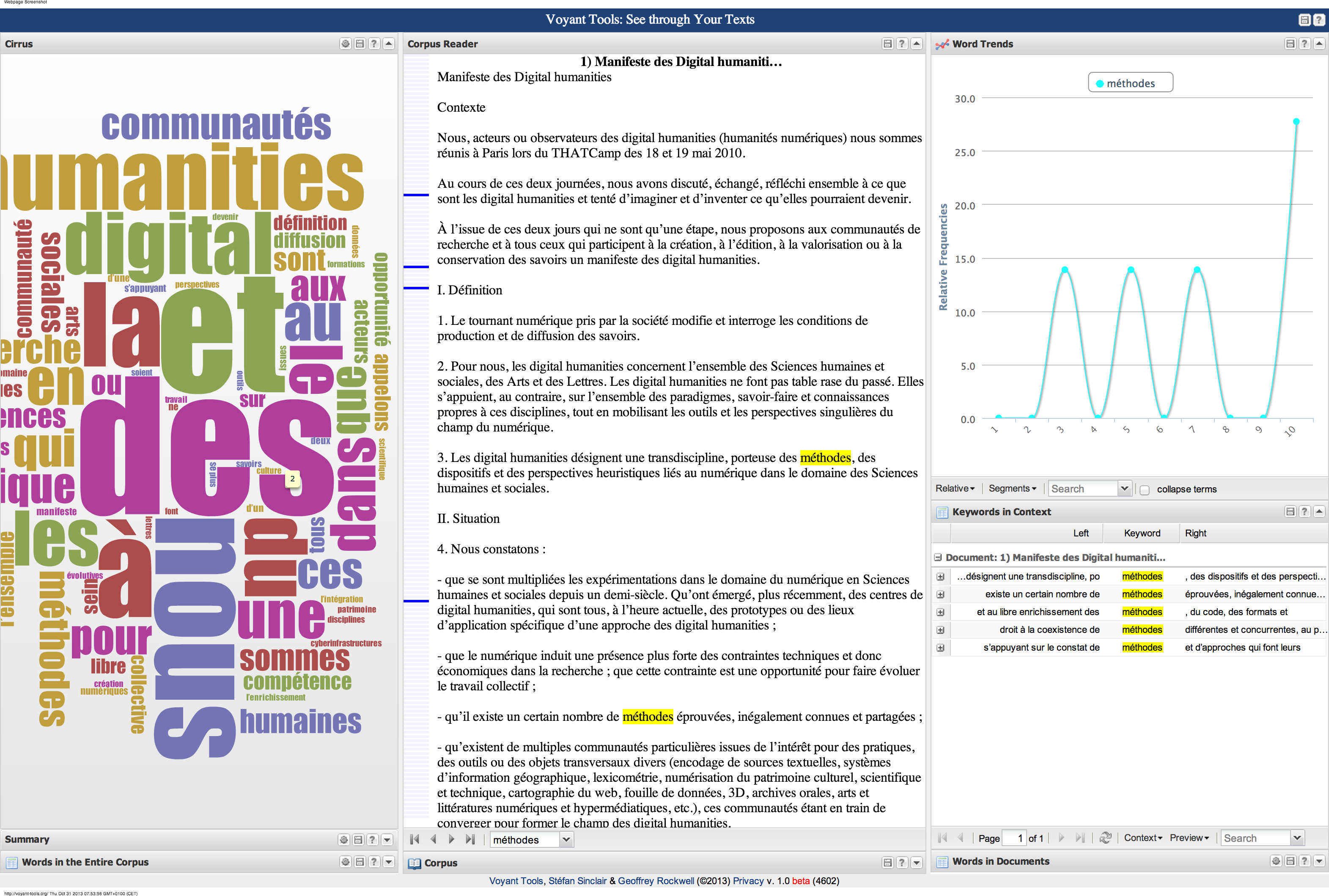
Une capture d'écran de Voyant Tools, appliquée au corpus du Manifeste des digital humanities (sans stopwords).

Précoces dans l'appropriation des technologies numériques, les linguistes ne s'arrêtent pas au text mining (fouille de textes), mais exploitent également leurs corpus textuels avec les outils de lexicométrie, textométrie ou logométrie ainsi que de topic modelling (modélisation des thèmes), de l'attribution automatique des textes (hypothèses sur les auteurs) et de l'analyse de réseaux d'occurrences dans la littérature. Des logiciels très perfectionnés et accessibles pour les chercheurs en SHS, comme Hyperbase, IRaMuTeQ, Lexico ou TXM, permettent de décrire et de modéliser les textes en alliant approche qualitative (moteur de recherche, concordanciers, navigation hypertextuelle) et approche quantitative (statistique textuelle, index fréquentiel, calcul des cooccurrences, réseaux, analyse factorielle des correspondances, etc.). Voyant Tools fait partie des outils mis à disposition par la communauté des humanités numériques pour explorer et représenter des textes.
Les humanités numériques en littérature prennent également en compte le nouveau régime des textes dans l’environnement numérique et notamment en ce qui concerne les activités de lecture et d’écriture sur écran. De nouveaux supports et modes d’écriture apparaissent, tels que les blogs et les systèmes d’écriture collaborative qui transforment l’écrit dans sa forme et son contenu. Wikipédia est un exemple significatif de ces nouveaux processus d’écriture.
La culture numérique dans les humanités fait sortir les textes du livre, pour les insérer dans une histoire de la lecture que la culture occidentale a toujours connue.

### Sociologie
Dès les années 1970, la sociologie s'intéresse à l'informatisation (du travail, du domicile) et aux nouvelles technologies de communication (Minitel, Internet, messagerie électronique). La revue Réseaux, créée en 1982, se penche sur les usages des technologies de médias de masse et de l'informatique.
Au début des années 2000, la sociologie est globalement prise de court par le surgissement des réseaux numériques et du Web en particulier, obligeant à prendre en compte une nouvelle catégorie générique d'acteurs, à savoir les internautes. Dans le domaine des sciences, technologies et société, les recherches portent aussi sur la conception et la mise en œuvre des technologies numériques, y compris l'étude sociale des logiciels et protocoles informatiques. La notion d'humanités numériques ne s'impose toutefois pas facilement dans les sciences sociales, du moins dans un premier temps, puisque pour établir la scientificité de leurs disciplines, la plupart des sociologues ont cherché à rompre avec la tradition herméneutique des sciences humaines et sociales, parfois au profit d'une conception autonome du social. Depuis, la sociologie s'est intéressée à de multiples aspects des mondes numériques, tant du point de vue des usages des TIC que des outils d'analyse des réseaux (branche de la sociologie depuis les années 1930, s'exprimant notamment dans la revue Social Networks (créée en 1979)) et des formes d'expression en ligne. La scientométrie (voir la revue Scientometrics) a intégré l'analyse des réseaux sociaux et sémantiques en science depuis les années 1980, puis la webométrie dans les années 2000. La sociologie des sciences étudie aussi les transformations en cours dans les sciences humaines et les institutions culturelles liées à l'utilisation des technologies numériques.
La sociologie du numérique s'attache également à étudier l'impact potentiel du big data sur les méthodes en sciences sociales. La crainte d'une "crise imminente" de la sociologie empirique est annoncée dès 2007 par les sociologues britanniques Mike Savage et Roger Burrows. Dans le numéro de septembre 2018 de la Revue française de sociologie dédié au Moment big data des sciences sociales, Gilles Bastin et Paola Tubaro mènent une réflexion sur les transformations du travail de sociologue résultant de l'essor du big data, et notamment sur le risque, à terme, que l'enquête quantitative et le terrain apparaissent comme dépassés face aux capacités de collecte, de traitement et d'analyse offertes par les algorithmes.

### Arts et histoire de l'art
L'art numérique n'est pas le seul exemple d'apport du numérique dans la discipline. En plus de renouveler les productions artistiques, cet outil offre de nouvelles possibilités à l'étude de l'art, en particulier en ce qui concerne la numérisation d'œuvres, de photographies ou de films, les technologies de datation, etc.

### Design
Le design, en tant que mode de réflexion fondé sur la pratique du projet et l'élaboration de prototypes, permet de concevoir et d'analyser les opérations et environnements qui structurent les discours et les idées en sciences humaines et sociales à l'ère numérique. En tant que « pensée-par-la-pratique », il permet de faire dialoguer des problématiques théoriques avec leur implémentation sous la forme d'outils, d'objets ou de systèmes inédits.
Au-delà d’une simple technique « créative » au service de la conception d’outils numériques innovants pour les chercheurs, le design est considéré par certains, tant aux États-Unis qu'en France, comme une méthode intellectuelle relevant pleinement des humanités numériques, car il peut consister, par la production de projets et de prototypes, à animer la réflexion sur la nature des savoirs à l’ère numérique. Il permet aussi d'interroger la manière dont les formes rhétoriques émergentes permises par les environnements numériques remodèlent les connaissances, en vue de faire des humanités numériques une « pratique générative », c’est-à-dire « un type de pratique qui repose sur des cycles rapides de prototypage et de test ».
La rencontre entre design et humanités numériques, encore peu analysée en Europe, bien que déjà expérimentée dans certains laboratoires, et objet de recherche dans le champ de la recherche en design, est la raison d'être de plusieurs laboratoires nord-américains tels que le « Humanities + Design lab » de l’université Stanford ou l'HyperStudio du MIT.

### Études de genre
L’étude des environnements, socialités et outils technologiques ou numériques à l’aide de la lentille des études de genre ou des féminismes prend plusieurs formes.
Il existe une importante littérature mêlant études de genre et humanités numériques. Dès 1984, Donna Haraway publie son Manifeste Cyborg, un essai féministe dans lequel elle utilise la métaphore du cyborg pour exhorter les féministes à aller au-delà des limites du genre traditionnel. L'ouvrage s'achève par ces mots, devenus cultes, « Je préfère être cyborg que déesse. »
Les études de genre et les historiens féministes ont contribué à montrer que le rôle des femmes a été très important dans le développement des nouvelles technologies jusqu'aux années 1980. Des ouvrages tels que Broad Band: The Untold Story of the Women Who Made the Internet (en). Dans cet essai, Claire L. Evans indique que les premiers informaticiens étaient des femmes, et que ce métier a d'abord représenté une extension des activités de dactylographie et de secrétariat traditionnellement dévolues aux femmes.
Le lien entre études du genre, féminisme et humanités numériques a également trait à l'appréhension genrée des données personnelles et à l'usage qui en est fait par les algorithmes. De nombreux travaux ont trait au biais cognitif des algorithmes. Dans une tribune dans le New York Times, Kate Crawford, chercheuse chez Microsoft et cofondatrice de l'Institut de recherche AI Now, alerte sur le manque de diversité des programmeurs dans le secteur de l'intelligence artificielle et des risques que cela comporte sur la reproduction des biais de genres et des discriminations. L'ouvrage Algorithms of Oppression. How search engins renforce racism de la chercheuse Safiya Noble met en évidence les biais algorithmiques dans les moteurs de recherche, les logiciels de reconnaissance faciale et le ciblage publicitaire. L’auteure s’intéresse à la manière dont les préjugés contre les personnes de couleur sont intégrés dans les moteurs de recherche. Le livre explore comment le racisme est créé et maintenu par Internet.
L’essai Data Feminism (en) des chercheuses et professeures Catherine D’Ignazio (en) et Lauren Klein (en) interroge aussi les relations genrées dans l'industrie technologique, plus précisément dans le champ de la science des données. Elles y proposent un féminisme des données qui permet de réfléchir à leurs usages et limites et qui s’appuie sur l’intersectionnalité, sur un engagement dans l’action et sur la valorisation du vécu. Les auteures prennent pour point de départ un constat largement ignoré, selon elles, dans le champ de la science des données, à savoir que le pouvoir n’est pas réparti de manière égale dans le monde (en raison du sexisme, du cissexisme, du racisme, du capacitisme, du colonialisme et du classisme). La réflexion de D’Ignazio et de Klein a pour but d’abord de comprendre comment la science des données contribue à renforcer les inégalités, puis de réfléchir aux façons d’utiliser les outils de cette science pour interroger et transformer la répartition du pouvoir.
Enfin, les études de genre permettent d'éclairer la représentation des femmes dans les emplois offerts par l'économie numérique. L'expression « Pink Ghetto » a été inventée en 2018[Information douteuse] pour qualifier la sur-représentation et le cantonnement des femmes dans des postes à bas revenus et à statut marginal. La fondation Femmes@numérique lancée en France en 2018, vise à promouvoir la parité dans les métiers du numérique.
En 2019, la Gaité Lyrique organise une exposition intitulée « Computer Grrrls. Histoire·s, genre·s, technologie·s » afin de livrer « un regard critique et incisif sur les technologies numériques ». Les œuvres de vingt-trois artistes et collectifs internationaux sont exposées pour exhumer le rôle méconnu des femmes en informatique et aborder la place des minorités sur Internet, les biais de genre, la surveillance numérique et le colonialisme électronique.

### Théologie et sciences des religions
La théologie a une sensibilité particulière à la thématique du livre et aux liens entre support d'écriture et expression des idées.
Le document religieux numérisé est le parfait exemple de cette union. Dès 1950, le Père Roberto Busa, informatisa l'index Thomisticus, des œuvres de Thomas d'Aquin. Plus tard, la numérisation des œuvres de saint Augustin donnera un poids à cette relation entre le numérique et la théologie. Depuis ce temps, le monde chrétien a pris en charge l’utilisation du numérique. De plus en plus, la chrétienté en général s’intéresse au monde numérique et aux outils informatiques. Elle voit en eux des moyens indispensables pour la conservation des écrits sacrés, leur modification et leur divulgation. Le numérique se retrouve au service du théologien et du lecteur de la Bible, pour l'aider à comprendre ce livre dit sacré. Cela se fait à travers les logiciels tels que : les commentaires bibliques, les concordances, la cartographie, les différentes versions d’un passage, ou encore, Bible Word, Bible Study with accordance, Bible JFA Offline videopsalm, Bible Craweler, e-sword, Biblia Universalis 2, Biblia Clerrus, Diogenes, Davar3, ISA etc. En plus de ces logiciels, nous pourrons ajouter les blogs, les réseaux sociaux d’édifications, et bien d’autres applications, aux services de la théologie et du monde chrétien.
Parmi les champs de la théologie, le Nouveau Testament rencontre la culture numérique notamment à travers l'étude des manuscrits. On relèvera entre autres le travail d'édition numérique des manuscrits du Nouveau Testament en cours à l'Institute for Textual Scholarship and Electronic Editing, à l'Institut für neutestamentliche Forschung et au Center for the Study of the New Testament Manuscripts.

### Sciences de l'Antiquité
Les humanités numériques ont révolutionné le champ des études de l'Antiquité et de l'archéologie avec notamment la numérisation de la littérature antique grecque dans le Thesaurus Linguae Graecae (TLG) ou bien de la littérature antique latine dans le Thesaurus Linguae Latinae (TLL). Désormais, toute une immense bibliothèque est à la disposition du chercheur qui connaît le grec ancien ou le latin. Par ailleurs, la base de données Pinakes de l'IRHT permet d'avoir une information sur le contenu de tous les manuscrits grecs de par le monde.

### Géographie
En géographie, l'émergence des systèmes d'information géographique (SIG) depuis les années 1960 a entraîné de profondes évolutions de la discipline.
Ces systèmes assurent les six fonctions suivantes (parfois désignées comme « les 6 A ») :
- saisie des informations géographiques sous forme numérique (acquisition) ;
- gestion de bases de données (archivage) ;
- manipulation et interrogation des données géographiques (analyse) ;
- mise en forme et visualisation (affichage) ;
- représentation du monde réel (abstraction) ;
- prospective (anticipation).

### Éducation
Des chercheurs engagés dans le champ de l'éducation, qu'ils appartiennent ou non au corps disciplinaire des Sciences de l'éducation, se sont tournés vers les humanités numériques pour mener des réflexions allant dans deux sens :
- infrastructurelles : quels outils utiliser à l'école : libre ou propriétaire ? Comment garantir l'accès au réseau de manière pérenne ? Comment enseigner une culture électronique avec des terminaux types Raspberry Pi ou Arduino ? Comment aménager des espaces d'enseignement intégrant des technologies ? Etc. ;
- méthodologiques : quelle philosophie du numérique doit être instaurée à l'école : culture du libre, partage des données, collaboration, etc. ? Comment mettre en place des pédagogies inversées impliquant l'utilisation des technologies à la maison ? Comment scénariser des cours sur un espace numérique de travail ? Etc.

L'enseignement des humanités numériques s'est déployé à l'université autour de parcours ou de cursus dédiés. L'usage des technologies numériques dans l'éducation nourrit la culture de la participation, où le jeune public profite d'un « apprentissage [...] entre pairs, par un partage des connaissances et des pratiques » où « il est important de souligner que les jeunes publics sont des faiseurs de média, des curateurs eux-mêmes, et c'est à travers leurs pratiques et leurs partages que va émerger cette culture de la participation. » (Jenkins, Ito, Boyd 2016). L'usage d'un numérique durable et éthique est largement soutenu par les tenants des humanités numériques pour l'éducation. Plus encore, ces derniers sont préoccupés par la philosophie du libre et de l'open-source, aux antipodes du modèle industriel et propriétaire des Edtechs.

### Sciences de l'information et des bibliothèques
Le numérique est au cœur de l’étude de l’information et de son utilisation depuis la montée de l’audiovisuel, d’Internet et du web. Pour les humanités numériques et les sciences de l'information et des bibliothèques (SIB), le web et le numérique ne sont pas que de simples outils : ils deviennent aussi des objets d'étude et des techniques qui modifient la recherche d’information autant que les façons de produire, structurer et diffuser les savoirs. À titre de sciences sociales, les SIB étudient donc l’information contextualisée dans les sociétés et communautés où elle se situe, les personnes qui en font la recherche et les usages qui en sont faits.
En plus de ses trois champs fondateurs (la bibliothéconomie, la bibliographie et la documentation), les SIB comptent aussi l’archivistique (incluant, selon les contextes géographiques, le records management), ainsi que différents secteurs convoquant des compétences informatiques – liées surtout à la gestion de l’information. L'objectif général de ce champ multidisciplinaire étant de créer un ordre documentaire permettant de disposer d’informations utiles au bon moment, les personnes professionnelles de l’information développent, utilisent et interrogent un large éventail d’outils et de méthodes numériques variant selon les contextes géographiques, et les institutions ou secteurs d'activités.
L’enjeu du numérique pour les SIB ne date pas du XXIe siècle : il prend de plus en plus de place durant la seconde moitié du XXe siècle, période où les sociétés occidentales deviennent des sociétés de l'information. Historiquement, ce changement s’explique d’une part par l’explosion de la quantité d’information, causée par les progrès techniques et sociaux et par l’avènement du numérique. D’autre part, l’implosion du temps de communication de l’information, expliquée par l’efficacité des systèmes et des outils technologiques en lien avec la collection, le traitement et l’utilisation des l’information compose l’autre aspect de cette nouvelle réalité.

#### Archivistique

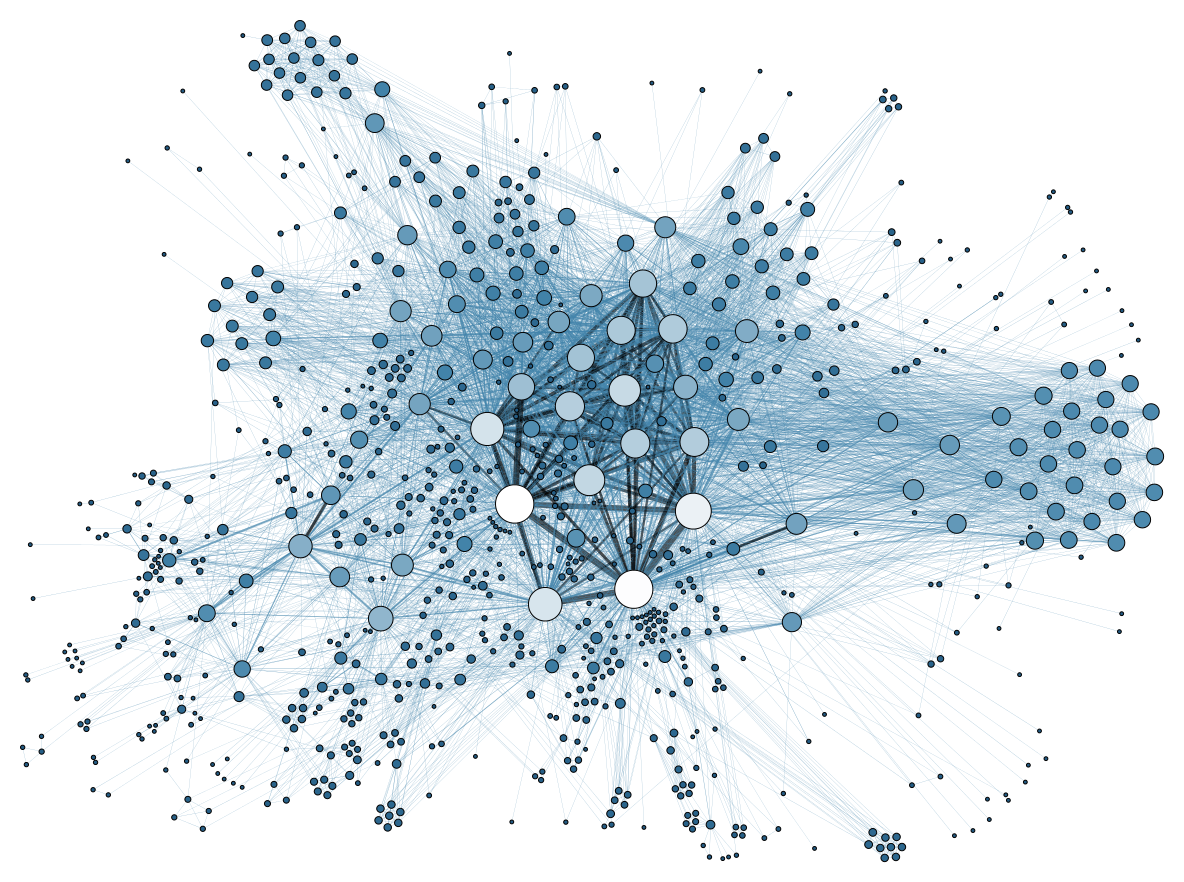
Répertoire d'un fonds d'archives visualisé sous la forme d'un réseau.

Succédant au classement par index de fiches et répertoires papier, la base de données relationnelle est en passe de révolutionner le travail des institutions d'archives comme celui des chercheurs amenés à les consulter. Modification organisationnelle, la « rétronumérisation » des documents est également porteuse de perspectives intéressantes. Pour les archives, le grand défi numérique, en particulier dans les administrations publiques dont elles sont la mémoire, est de mettre au point des procédures et des infrastructures de sélection et d'archivage des documents numériques « natifs », dont la croissance est exponentielle.
L’influence du numérique sur les archives fait également apparaître de nouveaux besoins, en lien notamment avec l’évaluation des archives : autrefois associée aux textes médiévaux, la diplomatique, qui vise à établir l’authenticité des documents, prend une utilité nouvelle avec les environnements numériques.
Au-delà de ces nouveaux défis techniques et technologiques, les environnements numériques offrent des possibilités inédites d’interaction avec le patrimoine documentaire. Les archives participatives ou communautaires en sont un bon exemple : dispositif participatif, elles permettent de répartir les tâches archivistiques avec les personnes utilisatrices des archives au moyen de plateformes numériques ou de forums virtuels prévus pour la diffusion des archives.

#### Sciences des bibliothèques
Les champs d’intérêt et d’étude des humanités numériques recoupent donc ceux des bibliothèques. Parmi eux, on retrouve l’accès équitable à l’information, les littératies numériques et informationnelles, la culture participative, la surcharge informationnelle et la fracture numérique, ainsi que les questions de protection de la vie privée et des données, de la médiation et de la diffusion des savoirs.
La numérisation progressive de la documentation gérée par les bibliothèques modifie en profondeur le milieu dans lequel elles travaillent. Cela a débouché sur le concept de learning centers et sur la mise en place de stratégies favorables à l'open access (Libre accès (édition scientifique) en français). Leurs méthodes de gestion et de diffusion de l’information peuvent par exemple intégrer la production participative et des ressources ou plateformes sociales, comme des biblioblogs.
C'est ainsi que la bibliothèque de l'université de Liège est à l'origine de l'archive ouverte ORBi (Open Repository and Bibliography). La plateforme ORBi met donc à disposition la production scientifique de l'université. Elle donne notamment accès à l'ensemble des références des publications depuis 2002, ainsi qu'aux textes intégraux, en version électronique, de ces dernières. La Bibliothèque nationale de France a fait évoluer le dépôt légal classique en « dépôt légal numérique » : elle aspire et archive une partie du web, à l'aide de robots, pour permettre des études historiques du web par les historiens du futur.

#### Documentation
L'explosion des données numériques (en particulier les données nativement numériques : capteurs photos, 2D, 3D, 4D, SMS, tweets, etc.) a profondément touché les centres de documentation gérant ces données. De centres de documentation classiques, proches des bibliothèques, ils se transforment en centres de données numériques gérant la plupart du temps des dispositifs de traitement de l'information scientifique et technique (IST). L'IST est au cœur des enjeux concernant la gestion, l'accès, l'archivage des données de la recherche en particulier en sciences humaines et sociales (SHS).

## Secteurs concernés

### Édition numérique
Dans le domaine de l'édition, le numérique a d'abord introduit la publication assistée par ordinateur (PAO), dans les années 1980, puis la diffusion sur le Web. La diffusion sur le Web a ouvert des perspectives nouvelles, regroupées sous le nom d'édition électronique ou numérique, notamment dans les domaines suivants :
- diffusion élargie des contenus, ce qui a été appelé le « canon à idées »[84] ;
- diffusion en accès ouvert[85],[86] ;
- développement de formes et d'outils collaboratifs d'écriture, telles que le Wikiroman ou encore des outils comme Zoho docs et Framapad ;
- développement de formes de communication scientifique directe (archives ouvertes, carnets de recherches).

L'édition numérique est un nouveau champ qui couvre l'édition de livres et d'articles, d'une part, et l'édition critique, d'autre part. Les humanités numériques sont, depuis l'origine, fortement marquées par l'édition critique.
De son côté, l'auto-édition, qui permet à un auteur de publier un livre sans passer par l'intermédiaire de l'éditeur, est facilitée par le numérique. Il n'y a alors pas de travail éditorial sur le texte et la promotion du livre n'est assurée que par les moyens personnels de l'auteur. Par conséquent, la promotion du livre, qu'il soit au format numérique ou au format papier, est extrêmement importante. L'auto-édition peut être papier ou numérique, même si le numérique est souvent privilégié car l'investissement financier est moindre. L'auto-édition permet également aux auteurs d'être les principaux bénéficiaires des revenus que rapportent leur œuvre, puisque la part habituellement destinée aux éditeurs revient à l'auteur dans le cadre de l'auto-édition.

### Visualisation
La visualisation est un des secteurs les plus dynamiques des humanités numériques. Celle-ci permet de produire de nouvelles formes de représentation des mécanismes étudiés. C'est le cas pour l'analyse de réseaux sociaux, pour la cartographie et pour la représentation des textes, entre autres cas.

## Une discipline?
Une question diversement résolue selon les lieux et les moments est la vocation des humanités numériques à se constituer en discipline. Certains acteurs considèrent que le champ, qui possède ses propres institutions et ses instances de légitimation, doit s'autonomiser, tandis que d'autres l'envisagent comme nécessairement transdisciplinaire ou temporaire. Selon ces derniers, les humanités numériques seraient vouées à disparaître, les sciences humaines et sociales étant dans une phase de numérisation.
La notion d'humanités numériques subit d'ailleurs des critiques du fait des divergences internes de sa communauté. En effet, cette notion n'est pas clairement délimitée et définie, il est donc aisé de trouver des failles dans les raisonnements qui en émanent. On peut interroger par exemple l'absence de l'économie dans le champ des humanités numériques, alors même que c'est une discipline fortement mathématisée et fondée sur des données et des modèles souvent numériques. Ces incohérences sont soulevées par Éric Guichard, dans un article intitulé « Les humanités numériques n'existent pas ». Il déplore notamment le fait que « Ces humanités numériques sollicitent sans recul des catégories de savoir importées des États-Unis (les « humanités ») et ni les dimensions réflexive et technique de l’écriture, ni les transformations épistémologiques induites par notre outil préféré sur nos métiers et disciplines ne sont abordées. Toute réflexion sur des pans entiers de savoir (par exemple mathématiques) est évacuée. ». Un peu plus loin dans l'article, on peut lire les conclusions suivantes : « Les « humanités numériques » n’existent pas, ni en tant que discipline ni en tant que champ de savoir. Ses partisans se gardent d’ailleurs bien de les définir, préférant parler de la « construction d’un milieu » [...]. Ce serait peut-être un syndicat. Ce constat n’empêche pas que des personnes se regroupant sous cette bannière réalisent des travaux exceptionnels. Scientifiquement, l’enjeu est celui des « méthodes numériques (ou digitales) pour sciences sociales », et le point important est celui de l’appropriation et de la participation au façonnage de la culture de l’écrit contemporain au sein de chaque discipline (actuelle ou à venir). [...] Or ce fait ne vaut pas que pour les sciences sociales : la transformation de l’écriture concerne tous les champs de savoir. ».

## Effectifs de la communauté
Un des indicateurs permettant d'identifier la taille de la communauté peut être trouvé dans les listes de discussion sur ce thème. La liste francophone des humanités numériques dépassait les 1000 abonnés en janvier 2015. La liste anglophone Humanist comptait 2186 abonnés en 2013.

## Événements

### THATCamp
THATCamp (The Humanities and Technology Camp) sont des « non-conférences », c'est-à-dire des rencontres informelles et non hiérarchisées, à l'opposé du modèle canonique du colloque universitaire. Les THATCamp sont nés à Washington (Université George Mason) et sont devenus un réseau d'événements regroupant localement les membres des humanités numériques. Le programme des Camp est en général décidé au début de l'événement, sur proposition des participants, ce qui est suivi d'un vote. Des ateliers très courts ont ensuite lieu sur les sujets proposés. THATCamp Paris (2010, puis 2012) a été le premier THATCamp européen. Il a été suivi très rapidement par Cologne et Londres, puis Gand, Göttingen, etc.

### Day of DH
"Day of DH" est une initiative de Geoffrey Rockwell qui a ensuite été confiée à Centernet. De façon annuelle, le 18 mars, les membres de la communauté des humanités numériques se regroupent pour décrire leur journée dans un site commun. Ils répondent à une question simple, qui consiste à décrire leur travail. Des recherches peuvent ensuite être menées sur ce corpus. On peut considérer "Day of DH" autant comme un dispositif visant à conforter l'identité collective des spécialistes des humanités numériques que comme un instrument pédagogique ayant pour vocation de montrer à l'extérieur la réalité de ce nouveau métier. À l'origine, "Day of DH" était anglophone. Il s'ouvre, depuis, à d'autres langues.

### Edcamp
Un Edcamp, à l’instar d’un THATCamp, est une « non-conférence», c'est-à-dire qu'il ne comprend pas de présentation magistrale et il est librement animé par les participants. Les problématiques de l’innovation pédagogique et de l'usage des technologies éducatives caractérisent ce type d'événement. Le label Edcamp est attribué par une fondation homonyme qui labellise et accompagne les porteurs de projets. Créé en 2010 aux États-Unis, le modèle est très populaire dans ce pays (plusieurs dizaines d'événements sont organisés tous les ans), mais il se diffuse largement à travers le monde à partir de 2011, dès lors que les acteurs de l'éducation se mettent en quête de formes alternatives de diffusion des compétences et des savoirs. En septembre 2016, un premier Edcamp est enfin organisé en France.

## Formations
Cette section ne s'appuie pas, ou pas assez, sur des sources secondaires ou tertiaires indépendantes du sujet.

Pour l'améliorer, ajoutez-en, ou placez des modèles {{Source secondaire souhaitée}} ou {{Source secondaire nécessaire}} sur les passages mal sourcés. (juillet 2024)
Une cartographie des formations européennes, essentiellement initiales, est réalisée de manière contributive sur le site de DARIAH. Créée en 2014, elle est mise à jour annuellement.
Au Québec, l'Université de Montréal propose depuis 2017 un DESS, ou diplôme d'études supérieures spécialisées, en édition numérique, qui forme notamment aux humanités numériques.
En Suisse romande, l'Université de Lausanne propose un Master en humanités numériques (MA) et l'École polytechnique fédérale de Lausanne propose un Master en humanités digitales (MSc).
En France, les formations en humanités numériques de niveau master se sont multipliées, :
- master « humanités numériques » co-accrédité par l’université Lumière-Lyon-II, l’université Jean-Moulin-Lyon-III, l’École normale supérieure (ENS) de Lyon et l’École nationale supérieure des sciences de l’information et des bibliothèques (Enssib) ;
- parcours « médiation numérique et ingénierie pédagogique », proposé par l’Institut des technosciences de l’information et de la communication (ITIC) de l’université Paul-Valéry, à Montpellier[104] ;
- master « humanités numériques » co-accrédité par l’université Paris sciences et lettres (PSL), l’École nationale des chartes, l’ENS et l’École pratique des hautes études (EPHE)[105] ;
- executive master Digital Humanities à Sciences Po Paris[106];
- master « humanités numériques » de l'université de Bordeaux Montaigne, divisé en 3 parcours[107] ;
- master « Rare Book and Digital Humanities » de l'université Bourgogne Franche-Comté[108] ;
- master « humanités numériques » de l'université Polytechnique Hauts-de-France[109] ;
- master « humanités numériques, éditions numériques » de l'université de Rouen Normandie[110] ;
- master « humanités numériques » décliné en deux parcours au Centre d’études supérieures de la Renaissance de l’université François-Rabelais de Tours[111] ;
- master « humanités numériques décliné en quatre parcours à l’université Paris 8 - Vincennes-Saint-Denis[112] ;
- master « humanités classiques et numériques » de l'université Paris-Nanterre[113].

L'Université de Caen dans l'UFR Humanités & Sciences Sociales propose depuis la rentrée 2017 une « Licence Humanité » parcours « Humanités Numériques ».
L'École des hautes études en sciences sociales (EHESS) propose plusieurs séminaires dédiés à la discipline dont le séminaire d'Antonio Casilli "Étudier les cultures du numérique", le séminaire de Thomas Lefèvre "Données, algorithmes et gouvernances : les régimes socio-techniques du numérique" et celui d'Olivier Alexandre et Monique Dagnaud "Le modèle californien : innovation, disruption, ubérisation".
À la suite du développement de ces nombreuses formations, on peut s'interroger sur les débouchés réservés aux étudiants diplômés. Selon un article de janvier 2019 paru dans Le Monde, « la majorité des étudiants en humanités numériques deviennent cadres. Les postes visés sont ceux de chef de projet numérique, d’ingénieur de recherche, de chargé de production des données, de médiateur numérique ». Si les statistiques de l'article semblent démontrer une bonne insertion professionnelle, l'absence de délimitation claire du domaine des humanités numériques peut se révéler aussi bien un atout qu'une peine dans le cadre de la recherche d'emploi. Cependant, ce type de formations accepte généralement peu d'élèves (environ une trentaine), ce qui permet de limiter la concurrence au sein des promotions.

## Institutions
Cette section ne s'appuie pas, ou pas assez, sur des sources secondaires ou tertiaires indépendantes du sujet.

Pour l'améliorer, ajoutez-en, ou placez des modèles {{Source secondaire souhaitée}} ou {{Source secondaire nécessaire}} sur les passages mal sourcés. (juillet 2024)
L'Alliance of Digital Humanities Organisations (ADHO) est notamment responsable de l'organisation annuelle du colloque international Digital Humanities.
Après les initiatives de plusieurs autres communautés linguistiques depuis 2011, l'association francophone des humanités numériques Humanistica, siégeant à Bruxelles, a été officiellement créée en 2014. Le THATCamp de Saint-Malo (octobre 2013) avait en effet nommé un comité de constituants chargé de rédiger des statuts et convoquer une assemblée générale constitutive le 8 juillet 2014 à Lausanne. L'une des tâches de cette association est de rassembler la communauté de pratiques des humanités numériques et de recenser les activités en cours dans le domaine francophone, en s'appuyant sur les premiers inventaires disponibles.

### Institutions francophones
- Humanistica, l'association francophone des humanités numériques[124].
- L'Université ouverte des Humanités est l'une des sept universités numériques thématiques françaises consacrée aux champs disciplinaires des sciences humaines, des sciences sociales, des lettres, des langues et des arts et propose des ressources numériques pédagogiques libres, validées scientifiquement et techniquement : texte, audio, vidéo, multimédia, etc.
- Huma-Num, la très grande infrastructure pour les humanités numériques (fusion du très grand équipement Adonis et de l'infrastructure nationale Corpus-IR), Centre national de la recherche scientifique, Campus Condorcet et Université d'Aix-Marseille, France.
- Centre pour l'édition électronique ouverte, Marseille, Paris et Lisbonne, France et Portugal.
- Progedo, Infrastructure de recherche (IR*) dont le but est de développer la culture des données en Sciences Humaines et Sociales[125].
- Pôle informatique de recherche et d'enseignement en histoire[126], Université Panthéon-Sorbonne, France.
- Section et institut des humanités digitales, École polytechnique fédérale de Lausanne, Suisse.
- Laboratoire d'humanités digitales, École polytechnique fédérale de Lausanne, Suisse.
- Laboratoire de cultures et humanités digitales, Université de Lausanne, Suisse.
- Centre d'études supérieures de la Renaissance, Université de Tours, France.
- Le Laboratoire Cognitions Humaine et Artificielle (CHArt), ayant comme tutelle l'École pratique des hautes études, les universités de Paris 8, 10 et 12.
- Le Laboratoire des Usages en Technologies d'Informations Numériques (LUTIN)[127].
- Le Centre de recherche interuniversitaire sur les humanités numériques (CRIHN)[128], Université de Montréal, Canada.
- Campus Tech, établissement d'enseignement supérieur dispensant des formations en humanités numériques dès le niveau post-bac.

### Institutions bilingues
- Canadian Society for Digital Humanities / Société canadienne des humanités numériques (SCHN-CSDH), l'association canadienne, membre d'ADHO et responsable de la revue savante Digital Studies / Le champ numérique.

### Institutions non francophones

#### Institutions hispanophones
- Humanidades Digitales Hispánicas. Sociedad Internacional (HDH)[129]
- Red de Humanidades Digitales de México[130]

#### Institutions lusophones
- Associação das Humanidades Digitais - AHDIG[131]

#### Institutions italianophones
- Fondazione Rinascimento Digitale - Nuove Tecnologie per i Beni Culturali[132]
- Associazione per l’informatica umanistica e la cultura digitale - Umanistica digitale[133]

#### Institutions anglophones
- Roy Rosenzweig Center for History and New Media, Université George Mason, États-Unis.
- Maryland Institute for Technology in the Humanities (MITH), Université du Maryland, États-Unis.
- Digital Humanities Center, Université Columbia, New York, États-Unis.
- E-Research Centre, Université d'Oxford, Royaume-Uni.
- Oxford Internet Institute, Université d'Oxford, Royaume-Uni.
- Department of Digital Humanities, King's College de Londres, Royaume-Uni.
- UCL Centre for Digital Humanities, University College London, Royaume-Uni.
- Heidelberg Centre for Digital Humanities, Université de Heidelberg, Allemagne.

### Infrastructures européennes
- Digital research infrastructure for the Arts and Humanities (DARIAH)[134]
- Common language ressources and technology infrastructure (CLARIN)[135]
- European Social Survey (ESS)[136]
- Consortium of European Social Science Data Archives (CESSDA)

### Revues
- Digital Humanities Quarterly (DHQ) [lire en ligne]
- Digital Scholarship in the Humanities (DSH, ex-LLC) [lire en ligne]
- Digital Studies / Le champ numérique [lire en ligne]
- Études digitales [lire en ligne]
- Humanités numériques [lire en ligne]
- International Journal of Humanities and Arts Computing [lire en ligne]
- Journal of the Text encoding initiative [lire en ligne]
- Journal on Computing and Cultural Heritage [lire en ligne]

Numéros isolés :
- Revue Égypte/Monde arabe, no 22, 2020, sous la direction de Hala Bayoumi et Sébastien Oliveau. (en) Digital Archiving in the Arab World [lire en ligne (page consultée le 2021-06-15)]
- (fr) Variations. Revue internationale de théorie critique, no 19, 2016. Critique des humanités numériques [lire en ligne]
- Arabesques, no 105, 2022. Humanités numériques : une renaissance 3.0 Lire en ligne

### Ouvrages

#### Sur les humanités numériques
- Michaël Bourgatte, Mikaël Ferloni et Laurent Tessier (éd.), Quelles Humanités numériques pour l'éducation ? : ouvrage collaboratif édité en temps réel, Paris, MKF, 2016, 87 p. (ISBN 979-10-92305-19-7)
- Claire Brossaud, Bernard Reber (dir), Humanités numériques, volume 1 : Nouvelles technologies cognitives et épistémologie, Hermès-Lavoisier, 2007.
- Claire Brossaud, Bernard Reber (dir), Humanités numériques, volume 2 : Socio-informatique et démocratie cognitive, Hermès-Lavoisier, 2007.
- Étienne Cavalié, Frédéric Clavert, Olivier Legendre et Dana Martin, Expérimenter les humanités numériques. Des outils individuels aux projets collectifs, Montréal, Les Presses de l’Université de Montréal, 2017, 165 p. (ISBN 978-2-7606-3802-0, lire en ligne)
- Étienne Cavalié, Frédéric Clavert, Olivier Legendre et Dana Martin, éd. 2017. Expérimenter les humanités numériques. Parcours numérique. Montréal : Les Presses de l’Université de Montréal. (lire en ligne)
- Frédéric Clavert et Serge Noiret, L'Histoire contemporaine à l'ère numérique, Bruxelles, Peter Lang, 2013 (lire en ligne)
- « Cultures du numérique », Communications, vol. 1, no 88,‎ 2011 (lire en ligne)
- Milad Doueihi, Pour un humanisme numérique, Seuil, 2011, 244 p.
- Fiormonte, Domenico, Teresa Numerico, et Francesca Tomasi. L’umanista digitale. Il Mulino, 2010.
- Jean-François Gleyze, Matières à écrire, Paris, ENSCI – Les Ateliers, 2014, 384 p. (lire en ligne)
- Alain Guerreau, « Statistique pour historiens », École des Chartes,‎ 2004 (lire en ligne)
- Olivier Le Deuff dir., Le temps des humanités digitales : La mutation des sciences humaines et sociales, Limoges, FYP, 2014, 175 p. (ISBN 978-2-36405-122-5)
- Olivier Le Deuff. Les humanités digitales : historique et développements, Iste éditions, 2017. (978-1784053529)
- Damon Mayaffre, « Vers une herméneutique matérielle numérique : Corpus textuels, Logométrie et Langage politique », Université Nice Sophia Antipolis,‎ 2010 (HAL tel-00655380, lire en ligne)
- Pierre Mounier (dir.), Read/Write Book 2 : Une introduction aux humanités numériques, Marseille, OpenEdition Press, coll. « Read/Write Book », 2012, 264 p. (EAN 9782821813250, DOI 10.4000/books.oep.226, lire en ligne)
- Pierre Mounier, Les humanités numériques : Une histoire critique, Paris, Éditions de la Maison des sciences de l'homme, 2018 (lire en ligne)
- (en) Susan Schreibman, Ray Siemens et John Unsworth, A Companion to Digital Humanities, Wiley-Blackwell, 2008, 642 p. (ISBN 978-1-4051-6806-9 et 1-4051-6806-4, lire en ligne)
- Michael E. Sinatra et Marcello Vitali-Rosati, « Histoire des humanités numériques », dans Marcello Vitali-Rosati et Michael E. Sinatra, Pratiques de l’édition numérique, Montréal, Les Presses de l'Université de Montréal, coll. « Parcours numériques », 2014, 219 p. (ISBN 978-2-7606-3203-5, lire en ligne), p. 49-60
- THATCamp Paris 2012 : Non-actes de la non-conférence des humanités numériques, Paris, Éditions de la Maison des sciences de l’homme, coll. « La Non-Collection », 2012 (EAN 9782735115273, DOI 10.4000/books.editionsmsh.278, lire en ligne)
- Dominique Vinck. Humanités numériques : la culture face aux nouvelles technologies, Paris, Le Cavalier Bleu, coll. « Idées reçues », 2020, 173 p.  (ISBN 979-10-318-0405-7)

Il existe des groupes Zotero publics réunissant divers types de références sur les Humanités numériques.

#### Ouvrages académiques
- Dominique Cardon, À quoi rêvent les algorithmes ? Nos vies à l’heure du big data, Paris, Le Seuil, coll. « La République des idées », 2015, 112 p. (EAN 9782021279986)
- Dominique Cardon, La démocratie Internet. Promesses et limites, Editions du Seuil, 2010.
- Antonio Casilli, Les liaisons numériques. Vers une nouvelle sociabilité ?, Editions du Seuil, 2010.
- Bruno Latour, Nous n’avons jamais été modernes. Essai d’anthropologie symétrique, La Découverte, 2010
- Marshall McLuhan, Pour comprendre les médias. Les prolongements technologiques de l’homme, Editions du Seuil, 1977
- Dominique Wolton, Jean-Paul Fourmentraux (Dir.), Identités numériques. Expressions et traçabilité, CNRS Editions, 2015

#### Publications institutionnelles
- Pierre Mounier et Marin Dacos. « Humanités numériques État des lieux et positionnement de la recherche française dans le contexte international ». Paris: Institut français, 2014. (lire en ligne) Source : http://www.institutfrancais.com/fr/actualit%C3%A9s/humanites-numeriques.
- CONSEIL NATIONAL DU NUMERIQUE, Citoyens d'une société numérique. Accès, littératie, médiations, pouvoir d'agir : pour une nouvelle politique d’inclusion, 2013
- Sylvie Octobre, Deux pouces et deux neurones. Les cultures juvéniles de l’ère médiatique à l’ère numérique, Ministère de la culture et de la communication, 2014.
- Divina Frau-Meigs & Alii (Dir.), Diversité culturelle à l’ère du numérique. Glossaire critique, La documentation française, 2014

#### Sur l'open access
- (en) Peter Suber, Open Access, Cambridge, MIT Press, coll. « The MIT Press Essential Knowledge series », 2012, 255 p. (ISBN 9780262517638, lire en ligne)
- John Willinsky, The Access Principle: The Case for Open Access to Research and Scholarship, MIT Press, 2006  (ISBN 9780262512664).

#### Méthodes
- Groupe Chadule, Initiation aux pratiques statistiques en géographie, Armand Colin, 1999.
- Claire Lemercier, Claire Zalc, Méthodes quantitatives pour l'historien, La Découverte, 2008.
- Régis Caloz, Claude Collet, Analyse spatiale de l'information géographique, PPUR, 2011.
- Francis Chateauraynaud, Prospéro : Une technologie littéraire pour les sciences humaines, CNRS Éditions, 2003.
- (en) P5: Guidelines for Electronic Text Encoding and Interchange
- Serge Abiteboul, Sciences des données : de la logique du premier ordre à la toile : Leçon inaugurale prononcée le jeudi 8 mars 2012, Paris, Collège de France, Fayard, coll. « Leçons inaugurales », 2012 (EAN 9782722601710, DOI 10.4000/books.cdf.506, lire en ligne)
- Everardo Reyes, Nasreddine Bouhaï, Design de systèmes hypermédia interactifs, ISTE, 2017.

#### Professions liées au numérique
- Guylaine Beaudry, Profession bibliothécaire, Presses universitaires de Montréal, août 2012, 72 pages.
- Marin Dacos (dir.), Read/Write Book : Le livre inscriptible, Marseille, OpenEdition Press, 2010, 198 p. (EAN 9782821809529, DOI 10.4000/books.oep.128, lire en ligne)

#### Questions posées par le numérique à la société
Les humanités numériques témoignent de l'imbrication des questions numériques avec de nombreux sujets sociétaux allant du fonctionnement de la démocratie, à l'économie en passant par les questions régaliennes, les sciences etc. Cette bibliographie succincte vise à démontrer l'étendue du champ de ce domaine d'études :
- Philippe Aigrain, Cause commune : L’information entre bien commun et propriété, Paris, Fayard, 2005, 288 p. (EAN 9782213623054, lire en ligne)
- (en) Philippe Aigrain, Sharing : culture and the economy in the Internet age, Amsterdam, Amsterdam University Press, 2011, 244 p. (ISBN 9789089643858, lire en ligne)
- Olaf Avenati et Pierre-Antoine Chardel (dir.), Datalogie. Formes et imaginaires du numérique, Paris, Éditions Loco, 2016.
- Boris Beaude, Internet, changer l'espace, changer la société, FYP éditions, 2012.
- Pierre-Jean Benghozi, Sylvain Bureau et Françoise Massit-Folléa, L'Internet des objets : Quels enjeux pour l’Europe?, Paris, Éditions de la Maison des sciences de l’homme, coll. « praTICs », 2009, 170 p. (EAN 9782735115877, DOI 10.4000/books.editionsmsh.78, lire en ligne)
- Thomas Bouchet, Guillaume Carnino et François Jarrige, "L’Université face au déferlement numérique", revue Variations no 19, avril 2016.
- Dominique Cardon, La démocratie internet. Promesses et limites, Paris, Seuil, 2010.
- Ayse Ceyhan (dir.) et Pierre Piazza (dir.), L'identification biométrique : Champs, acteurs, enjeux et controverses, Paris, Éditions de la Maison des sciences de l’homme, coll. « praTICs », 2011, 454 p. (EAN 9782735115938, DOI 10.4000/books.editionsmsh.130, lire en ligne)
- Pierre-Antoine Chardel, L'empire du signal. De l'écrit aux écrans, Paris, CNRS Editions, 2020.
- Milad Doueihi, La grande conversion numérique suivie de Rêveries d'un promeneur numérique, édition du Seuil, 2011.
- Milad Doueihi, Qu'est ce que le numérique?, édition Hermann, 2013.
- (en) Melanie Dulong de Rosnay et Juan Carlos De Martin, The Digital Public Domain : Foundations for an Open Culture, Cambridge, Open Book Publishers, coll. « Digital Humanities Series », 2012, 222 p. (EAN 9781906924478, lire en ligne)
- Fabrice Flipo et al., La face cachée du numérique - l'écologie des infrastructures numériques, L’Échappée, 2013.
- Jean-Paul Fourmentraux (dir.), L'ère Post-Media. Humanités digitales et cultures numériques, Hermann, coll. Cultures Numériques, 2013.
- Luca Nobile, "Le numérique et la parole : vers une archéologie de l'enchantement". Cahiers Gaston Bachelard, 2021.
- Bernard Stiegler (dir), Digital Studies. Organologie des savoirs et technologies de la connaissance, FYP éditions, 2014.

#### Fonds documentaire
La Gaîté lyrique dispose d'un fonds documentaire consacré aux humanités numériques accessible en ligne et sur place. Près de 5 000 ouvrages et 20 revues y sont recensés portant sur les médias, la culture, l'urbanisme, l'architecture, l'art, le genre et le graphisme en lien avec les nouvelles technologies et le numérique.

### Logiciels
- Gephi est un logiciel libre open source, issu du projet e-Diaspora, permettant la visualisation, l'analyse et l'exploitation en temps réel de données relationnelles ou réseaux.
- Hyperbase est un logiciel de lexicométrie/textométrie/logométrie développé depuis le début des années 1980 et livré en 2014 dans sa version 9.0. Il permet l'étude de grands corpus textuels grâce à l'hypertextualité (moteur de recherche, concordancier, recherche par mots-clefs) et grâce aux statistiques textuelles (calcul des spécificités, des thèmes, des cooccurrences, de la distance entre les textes, de la richesse lexicale, AFC, analyse arborée, etc.). Articulé sur les lemmatiseurs Cordial ou Tree Tagger, il permet de traiter les mots graphiques du corpus, les lemmes, les étiquettes grammaticales et les enchainements syntaxiques. Développé par Étienne Brunet, le logiciel est produit par le CNRS et l'Université de Nice Sophia Antipolis.
- IRaMuTeQ est un logiciel libre d'analyse de texte, développé par Pierre Ratinaud.
- Voyant Tools permet de visualiser et d'explorer des textes
- Prospero (PROgramme de Sociologie Pragmatique, Expérimentale et Réflexive sur Ordinateur - © Doxa) est un logiciel d'analyse de données textuelles qualifié par ses concepteurs de technologie littéraire pour les sciences humaines. Le logiciel a été conçu par le sociologue Francis Chateauraynaud et l'informaticien Jean-Pierre Charriau.
- Philcarto est un logiciel de cartographie. Le code n'en est pas libre, mais le logiciel est gratuit (freeware). Il fonctionne sur Windows.
- OpenRefine est un logiciel libre et gratuit de lissage de données (anciennement nommée Google refine).
- Isilex est un logiciel libre pour la gestion collaborative de bases de données au format XML, incluant un module de saisie en ligne, un système de gestion de contenu et un moteur de recherche.
- Le projet DiRT recense de très nombreux logiciels: DiRT (Digital Research Tools - en Anglais).